# Chamnār
Chamnār (persiska: چمنار, چَمَنار) är en ort i Iran.   Den ligger i provinsen Lorestan, i den centrala delen av landet, 300 km sydväst om huvudstaden Teheran. Chamnār ligger 1 621 meter över havet och antalet invånare är 514.
Terrängen runt Chamnār är kuperad åt nordväst, men åt sydost är den bergig. Runt Chamnār är det ganska glesbefolkat, med 29 invånare per kvadratkilometer. Närmaste större samhälle är Dorūd, 14,4 km nordväst om Chamnār. Trakten runt Chamnār består i huvudsak av gräsmarker.